# Masoncus pogonophilus
Masoncus pogonophilus là một loài nhện trong họ Linyphiidae.
Loài này thuộc chi Masoncus. Masoncus pogonophilus được miêu tả năm 1995 bởi Cushing.